# Liste der Kulturdenkmale in Rosenbach/Vogtl.
In der Liste der Kulturdenkmale in Rosenbach/Vogtl. sind die Kulturdenkmale der Gemeinde Rosenbach/Vogtl. verzeichnet, die bis September 2024 vom Landesamt für Denkmalpflege Sachsen erfasst wurden (ohne archäologische Kulturdenkmale). Die Anmerkungen sind zu beachten.
Diese Aufzählung ist eine Teilmenge der Liste der Kulturdenkmale im Vogtlandkreis.

## Demeusel
| Bild | Bezeichnung                | Lage                  | Datierung | Beschreibung | ID       |
| ---- | -------------------------- | --------------------- | --------- | --- | -------- |
|      | Wohnhaus eines Bauernhofes | Rodauer Weg 3 (Karte) | Um 1900   | Klinkerfassade, recht authentisch, baugeschichtliche Bedeutung. Zwei Geschosse, Walmdach, Sockel: Polygonalmauerwerk, darüber rote Klinkerfassade mit kräftigen gelben Gliederungsbändern in Höhe der Fensterbögen und Deutschem Band als optische Geschosstrennung, Traufe mit gelben Konsolsteinen, Schieferdeckung. | 09231960 |

## Drochaus
| Bild           | Bezeichnung                                                   | Lage                         | Datierung                                          | Beschreibung | ID       |
| -------------- | ------------------------------------------------------------- | ---------------------------- | -------------------------------------------------- | --- | -------- |
|                | Wohnstallhaus und Scheune eines Dreiseithofes                 | Oberpirker Straße 11 (Karte) | 19. Jahrhundert (Scheune); um 1920 (Wohnstallhaus) | Baugeschichtliche und städtebauliche Bedeutung; eines der Gebäude zwischen 2008 und 2016 teilweise und bis 2018 vollständig abgerissen. Wohnstallhaus roter Klinker, zweigeschossig, Scheune Holzkonstruktion, verbrettert, Laubengang? | 09302194 |
|                | Wohnstallhaus und Toreinfahrt eines Vierseithofes             | Oberpirker Straße 14 (Karte) | Um 1915                                            | Klinkerfassade, baugeschichtliche und städtebauliche Bedeutung. - Wohnstallhaus: zweigeschossig mit Satteldach, Sockel: unverputzt, Polygonalmauerwerk, Granitgewände der Kellerfenster, zweigeschossige Fassade (rote Klinker) mit gelben Klinkerbändern und Ornamentierungen gegliedert, Fensterbögen mit gelben Klinkern und diamantiertem Schlussstein, giebelseitig stufenförmig gestalteter Dachbereich mit aufwändiger Traufzone, Satteldach (vermutlich Schieferdeckung), Toreinfahrt mit Korbbogen und Schlussstein, gelbe Gliederungen in rotem Klinkermauerwerk - Scheunen: beide Scheunen zweigeschossig und komplett verbrettert, eine Scheune im unteren Bereich ausgeblockt | 09231957 |
|                | Wohnstallhaus und drei Seitengebäude eines Vierseithofes      | Oberpirker Straße 15 (Karte) | Um 1800                                            | Wohnstallhaus Fachwerk, strukturprägend, unter anderem baugeschichtliche Bedeutung. Wohnstallhaus zweigeschossig mit hohem Satteldach. Sockel: verputztes Polygonal-Bruchstein-Mauerwerk. Erdgeschoss entstellender Glattputz mit Eckquaderung (Naturstein), Obergeschoss reiches Fachwerk mit breiten Querschnitten, Giebel, Satteldach mit altdeutscher Schieferdeckung. | 09231956 |
| Weitere Bilder | Wohnstallhaus, Toreinfahrt und zwei Scheunen eines Bauernhofs | Oberpirker Straße 24 (Karte) | 1909, Kern womöglich älter                         | Wohnstallhaus Obergeschoss Fachwerk, unter anderem baugeschichtliche Bedeutung. Wohnstallhaus Sockel verputzt, zwei Geschosse, Krüppelwalmdach, langgestreckter Bau mit Stallbereich und anschließendem Wohnbereich. Obergeschoss mit Fachwerk (unter Verputz), zum Teil alte Fenster erhalten. | 09231955 |
| Weitere Bilder | Bahnwärterhaus mit Nebengebäude                               | Oberpirker Straße 40 (Karte) | Um 1900                                            | Verkehrsgeschichtliche Bedeutung. Eingeschossig, Drempel, Satteldach mit weitem Dachüberstand, Putzfassade, Obergeschoss verbrettert, Giebel verbrettert, Windfang. Original: Treppenhaus, Türrahmen. | 09231954 |

## Fasendorf
| Bild                                    | Bezeichnung                                                | Lage                           | Datierung                      | Beschreibung | ID       |
| --------------------------------------- | ---------------------------------------------------------- | ------------------------------ | ------------------------------ | --- | -------- |
| Direkt Bild zu diesem Denkmal hochladen | Villa und Reste der Einfriedung                            | Dorfstraße 2 (Karte)           | 1904                           | Baugeschichtliche Bedeutung. Eingeschossig, auf hohem unverputztem Ziegelsockel mit Gesimsabschluss, Fensteröffnungen mit Segmentbogenabschluss aus vortretenden Klinkern, über Gesims Zierfachwerk, weiter Dachüberstand, Krüppelwalmdach (Schieferdeckung) seitlich Risalit mit Giebel (Satteldach). | 09231939 |
| Direkt Bild zu diesem Denkmal hochladen | Villa mit Einfriedung und Park                             | Dorfstraße 6 (Karte)           | 1904                           | Architektonisch bemerkenswert, baugeschichtliche Bedeutung. Eingeschossig mit hohem unverputztem Klinkersockel und Krüppelwalmdach (Ziegel), mehrere Rundbogenfenster im Sockel: überdachter Eingang mit Treppe und schmiedeeisernem Handlauf, seitlich ehemals Terrasse mit Fachwerkausbau im Obergeschoss, großes Zwerchhaus mit Zierfachwerk, kleiner Eckerker, gartenseitig markanter Turmbau, aufwändige hölzerne Einfriedung mit Tor. | 09231942 |
| Direkt Bild zu diesem Denkmal hochladen | Pflegeheim                                                 | Dorfstraße 10 (Karte)          | Um 1900; 1909 Veranda angebaut | Reformstil, mit Resten der Ausstattung, unter anderem baugeschichtliche Bedeutung. Durch Hanglage drei Geschosse, hohes Krüppelwalmdach mit Gaupen, Putzgliederung, turmartiger Seitenanbau (Treppenhaus), ehemaliger Kapelleneinbau. | 09231940 |
| Direkt Bild zu diesem Denkmal hochladen | Kriegerdenkmal für die Gefallenen des Ersten Weltkrieges   | Dorfstraße 13 (hinter) (Karte) | 1926                           | Ortsgeschichtliche Bedeutung. Auf hohem Erdhügel Steinplatte mit zwei Liegekreuzen, davor grob geglätteter Naturstein mit Inschrifttafel (Metall), Eisernem Kreuz und Adlerbekrönung (Metall), Inschrift: „Unseren für das Vaterland im Ersten Weltkrieg gefallenen Söhnen“. | 09231941 |
| Direkt Bild zu diesem Denkmal hochladen | Villa und Garten                                           | Hohe Straße 12 (Karte)         | Um 1910                        | Architektonisch aufwändig, unter anderem baugeschichtliche Bedeutung. Zwei Geschosse, Mansarddach, Sockel: Quadermauerwerk (unverputzt), Putzfassade mit reicher Gliederung durch vielgestaltige Formen zum Beispiel gruppierte Fenster, Dreiseiterker mit Kupferbedachung, Giebel mit Fusswalm, weiter Dachüberstand auf konsolenartigen Holzträgern. | 09231932 |
| Direkt Bild zu diesem Denkmal hochladen | Gasthof (Waldhaus Mehltheuer), Ausflugslokal und Saalanbau | Hohe Straße 22 (Karte)         | 1898                           | Baugeschichtliche, heimatgeschichtliche und sozialgeschichtliche Bedeutung. - Gasthof: zweieinhalb Geschosse, Putzfassade, im Erdgeschoss Fensterstürze segmentbogenartig, im Obergeschoss aufgeputzte Sohlbankzier, Drempelgeschoss mit Zierfachwerk, zum Teil geschnitzte Holzausfachungen, Mittelrisalit mit Zwerchhausgiebel, verbrettert, weiter Dachüberstand auf Holzstützen, Hängegiebel mit Halbkreissegment, Krüppelwalm, zwei Dachhäuschen - Ausflugslokal: eingeschossig, aufwändig verbrettert, mit originalen Fenstern und Türen erhalten - Tanzsaal (Saalanbau): eineinhalbgeschossig (Putzfassade) mit roter Klinkergliederung um rundbogige Fenster, Zierfachwerk im Giebel | 09231935 |
| Direkt Bild zu diesem Denkmal hochladen | Villa                                                      | Hohe Straße 28 (Karte)         | Um 1905                        | Architektonische und baugeschichtliche Bedeutung. Eingeschossig, mehrfach mit Giebeln belebte Dachgestaltung, Eckerker auf Hohlkehle, im Obergeschoss reiches Zierfachwerk, Hängegiebel mit Freigespärre, teilweise verbretterte Giebel, ornamentale Klinkerverwendung, Einfriedung: aus Ziegeln gemauert mit Satteldachabdeckung. | 09231936 |
| Direkt Bild zu diesem Denkmal hochladen | Villa mit Villengarten                                     | Hohe Straße 32 (Karte)         | 1904                           | Architektonisch wie baugeschichtlich und ortsgeschichtlich von Bedeutung. Zweigeschossiger Bau mit ausgebautem Sockelgeschoss, Putzfassade mit Putzgliederungen, mehrfach profilierte und geohrte Fenstergewände und Sohlbänke auf Konsolen, aufwendige geschwungene Treppenanlage, seitlich zwei Türme mit Zwiebeldächern (Kupfer), mittig mehrfach geschweifter Volutengiebel mit großem Rundbogenfenster, davor Sandsteinbalkon (Sandsteinbalustrade) auf säulengetragenem Portalvorbau, seitlich Zugang mit originaler Eingangstür, Holzpaneele, Bleiglasfenster, Treppengeländer, Terrazzo.                                                                                             | 09231937 |
| Direkt Bild zu diesem Denkmal hochladen | Villa (zwei Hausnummern)                                   | Waldstraße 29, 31 (Karte)      | Um 1905                        | Einfluss des Reformstils, unter anderem baugeschichtliche Bedeutung. Eingeschossig, Putzfassade, Krüppelwalmdach, seitliches Zwerchhaus mit vorgesetztem überdachtem Portal, Giebelfelder verschindelt, teilweise originale Fensterläden, polygonaler Eckerker. | 09231933 |

## Fröbersgrün
| Bild                                    | Bezeichnung                                              | Lage                              | Datierung                                                               | Beschreibung | ID       |
| --------------------------------------- | -------------------------------------------------------- | --------------------------------- | ----------------------------------------------------------------------- | --- | -------- |
| Direkt Bild zu diesem Denkmal hochladen | Wohnstallhaus                                            | Am Berg 2 (Karte)                 | 18. Jahrhundert oder älter                                              | Baugeschichtliche Bedeutung. Stattliches Wohnstallhaus, Obergeschoss Fachwerk. | 09302757 |
| Weitere Bilder                          | Kirche, Ausstattung und Kirchhofseinfriedung             | Ortsstraße (Karte)                | Im Kern 13. Jahrhundert (Kirche); Ende 17. Jahrhundert                  | Romanische Saalkirche, baugeschichtliche und ortsgeschichtliche Bedeutung. Bruchstein-Ziegel-Mauerwerk, Kirchenrestaurierungen 1972/73 außen und 1993–1995 innen, Apsis im Osten, hoher Dachreiter (1823) mit Welscher Haube und Laterne, zweigeschossiger Portalvorbau (Bruchstein-Fachwerk). Einfriedung: Bruchstein unverputzt. Ausstattung: Emporen, Wandmalereireste, Ausstattung 19. Jahrhundert. Grabmal: Paul Söllner 1877–1947 (Kunstmaler) Holzkreuz. | 09231990 |
| Direkt Bild zu diesem Denkmal hochladen | Wohnhaus sowie Hofmauer mit Torbogen und Pforte          | Ortsstraße 7 (Karte)              | 1. Hälfte 19. Jahrhundert (Wohnhaus); bezeichnet mit 1619 (Toreinfahrt) | Stattliches Wohnhaus mit Walmdach, baugeschichtliche Bedeutung | 09302756 |
| Direkt Bild zu diesem Denkmal hochladen | Ehemaliges Wohnstallhaus                                 | Ortsstraße 8 (Karte)              | Anfang 19. Jahrhundert                                                  | Obergeschoss Fachwerk mit Staken und Lehmausfachung, bildprägend, baugeschichtliche Bedeutung. Zwei Geschosse, Erdgeschoss verputzt, vermutlich Ziegelmauerwerk, Satteldach mit altdeutscher Schieferdeckung, Erdgeschoss hofseitig verändert, Fenster und Winterfenster erhalten. | 09231991 |
|                                         | Kriegerdenkmal für die Gefallenen des Ersten Weltkrieges | Ortsstraße 10 (gegenüber) (Karte) | Nach 1918                                                               | Ortsgeschichtliche Bedeutung. Inschrift: „Zum ehrenden Gedenken ihren im Weltkrieg 1914–1918 gefallenen Helden gewidmet von der Gemeinde Fröbersgrün“, zweifach gestuftes Postament, gemauerte Quader, bossiert im Rahmen zwei Tafeln mit Inschrift. | 09231989 |
| Direkt Bild zu diesem Denkmal hochladen | Wohnstallhaus eines ehemaligen Bauernhofes               | Schönbacher Straße 3 (Karte)      | Bezeichnet mit 1830, Kern älter                                         | Putzfassade, Obergeschoss Fachwerk, baugeschichtliche Bedeutung. Zwei Geschosse, Krüppelwalmdach, Erdgeschoss Ziegelmauerwerk verputzt, Obergeschoss verputztes Fachwerk, Fenstergewände aus schlichtem Granit, Eingangstür mit Segmentbogenabschluss und geohrtem Granitgewände, Inschrift im Stallteil preußische Kappen, Giebel und Dach mit Eternit verschiefert.                                                                                           | 09231992 |

## Leubnitz
| Bild                                    | Bezeichnung | Lage                                         | Datierung                                                                          | Beschreibung | ID       |
| --------------------------------------- | --- | -------------------------------------------- | ---------------------------------------------------------------------------------- | --- | -------- |
| Weitere Bilder                          | Rittergut und Schloss Leubnitz (Sachgesamtheit)                                                                                  | Am Park 1 (Karte)                            | 1762 (Teile); 1794 (Schloss)                                                       | Sachgesamtheit Rittergut und Schloss Leubnitz, mit dem Einzeldenkmal: Schloss (siehe Einzeldenkmal 09302221) und der Parkanlage; besondere geschichtliche Bedeutung | 09231979 |
| Weitere Bilder                          | Schloss (Einzeldenkmal zu ID-Nr. 09231979)                                                                                       | Am Park 1 (Karte)                            | 1762 (Teile); 1794 (Schloss)                                                       | Einzeldenkmal der Sachgesamtheit Rittergut und Schloss Leubnitz; besondere geschichtliche Bedeutung. Putzbau, 13 Achsen, Mansardwalmdach, Putzpilaster und Spiegel, innen teilweise Raumfolge und Ausstattung (Weißer Saal), Stuckmarmor, Stuckdecken, Öfen, hofseitig Eingangstür und Oberlicht komplett erhalten, teilweise schmiedeeiserne Fenstergitter. | 09302221 |
| Direkt Bild zu diesem Denkmal hochladen | Villa | Hauptstraße 1 (Karte)                        | Um 1900                                                                            | Vor allem baugeschichtliche Bedeutung. Eingeschossig mit Portal, seitlichem Turmbau, Walmdach. Sockel: unverputztes Polygonalmauerwerk. Putzfassade, Kunststeinfenstergewände leicht profiliert, Portal mit zwei Säulen vor Granitstufen, originale Eingangstür mit Gitter, Turmobergeschoss Zierfachwerk, Hängegiebel verbrettert. | 09231980 |
| Weitere Bilder                          | Marienkirche (mit Ausstattung), Kirchhof mit Einfriedung, OdF-Gedenkstein und vier Grabmalen                                     | Hauptstraße 36, 37 (Karte)                   | Bezeichnet mit 1517                                                                | Spätgotische Saalkirche mit kräftigem Turm, baugeschichtliche und ortsgeschichtliche Bedeutung. Verputzter Bruchsteinbau, Umbauten 1764, andere Daten Restaurierungen, Dreiachtel-Chor, Strebepfeiler spätgotisches Portal, wuchtiger Turm vom quadratischen Grundriss zum achteckigen Aufsatz wechselnd, Welsche Haube mit Laterne. Innen: Emporen, Kanzelaltar um 1680, barocker Taufengel, spätgotische Mondsichelmadonna, Orgel 1826–1828. Grabmale: Matr. Gefr. Werner Maul, 1942; J. F. Stöhr 1870, Postament und Obelisk; Opfer des Faschismus, nach 1945; Epitaph Margaretha von Reitzenstein, 16. Jahrhundert. | 09231970 |
| Weitere Bilder                          | Gasthof Grüner Baum mit Saalbau                                                                                                  | Hauptstraße 39 (Karte)                       | Um 1900 (Tanzsaal); 1920er Jahre (Gasthof)                                         | Baugeschichtliche und ortsgeschichtliche Bedeutung, Strukturbestandteil der Ortskernbebauung. Tanzsaal Rundbogenfenster, Gasthaus mit Walmdach, Putzbau mit Gliederung. | 09302218 |
|                                         | Ehemaliges Wohnstallhaus, ohne linken Anbau                                                                                      | Hauptstraße 58 (Karte)                       | Kern 18. Jahrhundert                                                               | Einziges weitgehend ursprünglich erhaltenes Beispiel traditioneller Volksbauweise im Ort, baugeschichtliche Bedeutung. Sockel: Bruchstein verputzt. Erdgeschoss massiv verputzt, die Fensteröffnungen teilweise störend vergrößert, Obergeschoss Fachwerk, mit zum Teil gebeilten Eckständern/Pfosten, Giebel Fachwerk, Satteldach Ziegeldeckung. | 09231973 |
| Weitere Bilder                          | Wohnhaus, ehemals Gasthaus Zur Post                                                                                              | Postgasse 3 (Karte)                          | Bezeichnet mit 1900                                                                | Klinkerfassade, baugeschichtliche und ortshistorische Bedeutung. Zur Straße zwei Geschosse, Mittenbetonung mit Giebel, Satteldach, fünf Achsen. Sockel: Klinker. Kunststein-Kellerfenstergewände, Kunststeingesims, rote Klinker mit gelben Zierklinkern gemustert, Fensterlaibungen aufgeputzt, mittlere Fenster gruppiert, einfacher Giebel mit Dreiecksabschluss in Bezeichnung seitlich zwei Satteldachgaupen, Granitstufen. | 09231977 |
| Weitere Bilder                          | Wohnmühlenhaus, Scheune, dazwischen Torbogen, Produktionsgebäude und weitere fünf Nebengebäude eines Mühlenanwesens (Forstmühle) | Rößnitzer Straße 6, 7, 7a (Karte)            | 1. Hälfte 19. Jahrhundert (Wohnmühlenhaus); 1920er Jahre (Produktionsgebäude)      | Baugeschichtliche und ortsgeschichtliche Bedeutung | 09302219 |
|                                         | Pfarrhof mit Pfarrhaus, Stallgebäude und Nebengebäude                                                                            | Schneckengrüner Straße 1 (Karte)             | 18. Jahrhundert (Pferdestall); 19. Jahrhundert (Nebengebäude); um 1840 (Pfarrhaus) | Zum Teil in Blockbauweise, baugeschichtliche und ortsgeschichtliche Bedeutung, zentrale Lage. Zwei Geschosse, Walmdach, sieben Achsen, Sockel verputzt, zwei Geschosse Putzfassade, horizontales Gesims und durchgehendes Sohlbankgesims im Obergeschoss, dort auch einfache, gerade Verdachung oberhalb der Fenster, Walmdach, altdeutsche Schieferdeckung mit originalen Satteldachgaupen, Eingang mit Granitgewände, Tür nicht original. Der Stall ein Bruchsteinbau, weiteres Gebäude mit Blockstube. | 09231974 |
| Weitere Bilder                          | Kriegerdenkmal für die Gefallenen des Ersten Weltkrieges                                                                         | Schneckengrüner Straße 7 (gegenüber) (Karte) | Nach 1918                                                                          | Ortsgeschichtliche Bedeutung. Gemauerte Sandsteinquader als Brunnenrand, bossierte Quader bilden sich nach oben verbreiternden Schaft mit Wasserzulauf, darüber Sandsteinblock mit Inschriften darauf, abschließende Adlerskulptur, gestaltete Anlage mit Bepflanzung. | 09231976 |
| Direkt Bild zu diesem Denkmal hochladen | Blockstube mit Holzbalkendecke (Teichmühle)                                                                                      | Schneckengrüner Straße 12 (Karte)            | Anfang 18. Jahrhundert, bezeichnet mit 1890; 1806 (Unterlagen)                     | Bauformen von öffentlichem Erhaltungsinteresse, Rest der Anlage nicht denkmalwürdig, da stark verändert. Zur Straße zwei Geschosse, zum Mühlgraben ausgebautes Sockelgeschoss, Putzfassade, aufgebrettertes Fachwerk, Giebel verschiefert, Krüppelwalmdach, Innen: Blockstube gebeilt mit Holzbalken-Bohlendecke auf Unterzug (genutet). | 09231978 |

## Mehltheuer
| Bild           | Bezeichnung            | Lage                                    | Datierung             | Beschreibung | ID       |
| -------------- | ---------------------- | --------------------------------------- | --------------------- | --- | -------- |
| Weitere Bilder | Wohnhaus               | Antonstraße 12 (Karte)                  | Um 1910               | Im Heimatstil, baugeschichtliche Bedeutung. Zwei Geschosse, Sockel: Ziegel (unverputzt). Glattputz, Fenstergewände mit Kunststein, Obergeschoss verbrettert, ebenso Giebelseiten, Krüppelwalmdach mit Schieferdeckung, zwei Dachhäuschen, aufwändiges Säulenportal mit Kartusche (Schlangenstab), originale Eingangstür. Nach Sanierung: teilweise neue Fenster, originale Sprossung beibehalten, liegende Dachfenster. | 09231926 |
| Weitere Bilder | Villa und Villengarten | Leubnitzer Straße 1 (Karte)             | Um 1910               | Architektonisch aufwändig, baugeschichtliche und ortsgeschichtliche Bedeutung. Zwei Geschosse, seitlicher Turm mit Zinnenkranz und dahinterliegendem rundem Treppenturm mit Kegeldach. Sockel: bossiertes Quadermauerwerk. Gesims, Traufe mit Rundbogenfries auf Konsolen, einfaches Satteldach. | 09231949 |
| Weitere Bilder | Wegestein              | Leubnitzer Straße 2 (gegenüber) (Karte) | Mitte 19. Jahrhundert | Wegweiser (Plauen, Fasendorf, Schneckengrün), Denkmal der Verkehrsgeschichte | 09231948 |
| Weitere Bilder | Meilenstein            | Schleizer Straße (Karte)                | Nach 1864             | Königlich-Sächsischer Meilenstein, verkehrsgeschichtlich von Bedeutung. Sandstein mit Krone, Vierung im Sockel, 1992 restauriert ohne Schrift, Stationsstein gehört an den Bahnhof Mehlteuer. | 09232060 |
|                | Postamt                | Schleizer Straße 12 (Karte)             | Bezeichnet mit 1902   | Baugeschichtliche und ortsgeschichtliche Bedeutung. Zwei Geschosse, vier Achsen, Mittelrisalit mit Giebelbekrönung. Sockel: Quadermauerwerk (unverputzt). Gelbe Klinkerfassade, Kunststeinfenstergewände, im Erdgeschoss Segmentbogen-Fensterstürze, im Obergeschoss gerade Fensterverdachungen, hölzerner Windfangvorbau am Eingang, Krüppelwalmdach, zwei Dachhäuschen mit Spitzdächern, original: Eingangstür.       | 09231929 |

## Oberpirk
| Bild                                    | Bezeichnung                                                           | Lage                       | Datierung | Beschreibung | ID       |
| --------------------------------------- | --------------------------------------------------------------------- | -------------------------- | --------- | --- | -------- |
| Direkt Bild zu diesem Denkmal hochladen | Straßenbrücke                                                         | Fasendorfer Straße (Karte) | 1923      | Ingenieursbauwerk über die Bahnstrecke Leipzig–Hof (6362, 6377; sä. LH) und die Bahnstrecke Werdau–Mehltheuer (6652, sä. WMC; 6653, sä. WM) landschaftsgestaltend, technikgeschichtlich und verkehrsgeschichtlich von Bedeutung. Aus Theumaer Schiefer errichteter Brückenbau mit zentralem Rundbogen und seitlichen Entlastungsbögen, grob behauener Findling auf Sandsteinpostament, Tafel mit Inschrift.                      | 09231951 |
| Weitere Bilder                          | Fabrikgebäude und Schornstein (ehemalige Tüllfabrik Plauener Gardine) | Friedensstraße 2 (Karte)   | 1909      | Baugeschichtliche und ortsgeschichtliche Bedeutung, technisches Denkmal. Zwei Geschosse, Mansarddach mit Krüppelwalm, dreiteiliger Gebäudekomplex mit leicht betonter Mitte, drei Hechtgaupen, Schieferdach, an der Schmalseite turmartiger Anbau, dahinterliegender Schornstein mit ornamentaler Gestaltung aus dunklen Klinkern, ehemalige Weberei mit Dampfmaschine (Esse), als Tüllfabrik von Schilling und Graebner gebaut. | 09231938 |

## Rodau
| Bild                                    | Bezeichnung                                                      | Lage                                     | Datierung             | Beschreibung | ID       |
| --------------------------------------- | ---------------------------------------------------------------- | ---------------------------------------- | --------------------- | --- | -------- |
| Weitere Bilder                          | St.-Nikolaus-Kirche (mit Ausstattung) und Resten der Einfriedung | Schönberger Straße (Karte)               | 1810                  | Unter anderem baugeschichtliche Bedeutung. Anstelle des Vorgängerbaues 1810 klassizistischer Bau aus verputztem Bruchstein, Saalkirche, flachgedeckt mit zweigeschossigen Emporen, Dreiachtel-Schluss im Westen, im Osten gerade geschlossen mit hohem Dachreiter und Laterne, Kanzelaltar 1832 (Gemälde 1630), Orgel 1814. | 09231965 |
| Direkt Bild zu diesem Denkmal hochladen | Ehemaliges Herrenhaus                                            | Schönberger Straße 3 (Karte)             | 18. Jahrhundert       | Bau von ortsbildprägender Wirkung, baugeschichtlich und ortsgeschichtlich bedeutsam. Zwei Geschosse, neun Achsen, Mittelrisalit, Mansarddach mit Schleppgaupen, ehemals aufgeputzte Eckquaderung, Sockel aus Quadermauerwerk (Schiefer), Fenstergewände aus einfach genutetem Granit, ehemals Wagendurchfahrt im Mitteltrakt, heutige Ansicht unter anderem durch Umbau in den 1960er Jahren (Eingang und Fenster) geprägt. Innen stark verändert (Treppenhaus geändert). Erhalten: Dachstuhl, Kellergewölbe. | 09231964 |
| Direkt Bild zu diesem Denkmal hochladen | Wohnhaus                                                         | Schönberger Straße 8 (Karte)             | Um 1905               | Klinkerfassade, baugeschichtliche Bedeutung. Zweigeschossig, durch Hanglage mit angebautem Sockel, giebelständig, Krüppelwalmdach. Sockel: Quadermauerwerk mit Randschlag und Bosse. Rote Klinkerfassade mit gelber Klinkergliederung in Höhe von Sohlbank und Fensterbögen (Schlussstein mit Blütendekor), Sohlbänke auf Konsolen ruhend, Traufengliederung, Krüppelwalmdach mit Schieferdeckung. | 09231962 |
| Direkt Bild zu diesem Denkmal hochladen | Denkmal für die Gefallenen des Ersten Weltkrieges                | Schönberger Straße 8 (gegenüber) (Karte) | Nach 1918             | Ortsgeschichtliche Bedeutung. Inschrift verwittert, Mittelteil mit neuer Tafel, Relief mit figürlicher Darstellung eines gefallenen Soldaten, der von einem Engel gestützt wird. | 09231963 |
| Direkt Bild zu diesem Denkmal hochladen | Holztor eines Bauernhofes                                        | Schönberger Straße 15 (Karte)            | Mitte 19. Jahrhundert | Heimatgeschichtliche Bedeutung. Füllungstür mit Korbbogenabschluss, unterschiedlich große Rechteckfelder mit variierendem Schnitzornament und Diamantschnitt, gut erhalten. | 09231969 |
| Direkt Bild zu diesem Denkmal hochladen | Pfarrhaus                                                        | Schönberger Straße 20 (Karte)            | Um 1925               | Baugeschichtliche und ortsgeschichtliche Bedeutung. Zwei Geschosse, Satteldach, hoher Sockel Polygonalmauerwerk unverputzt, Putzfassade im Erdgeschoss, Obergeschoss mit zurückhaltender Klinkergliederung um die Fenster im Obergeschoss und Giebelgeschoss. | 09231968 |
| Direkt Bild zu diesem Denkmal hochladen | Villa                                                            | Schönberger Straße 48 (Karte)            | Um 1920               | Mit Einflüssen des Landhausstils, baugeschichtliche Bedeutung. Eingeschossig, unverputztes Bruchsteinmauerwerk, Fenster mit Rundbogenabschluss, schmiedeeiserne Fenstergitter, Satteldach (Eternit), Zwerchhaus (verbrettert). | 09232275 |
| Direkt Bild zu diesem Denkmal hochladen | Wohnhaus                                                         | Tobertitzer Straße 11 (Karte)            | 19. Jahrhundert       | Obergeschoss Fachwerk, baugeschichtliche Bedeutung. Zwei Geschosse, Satteldach. Sockel: Bruchsteinmauerwerk verputzt. Erdgeschoss ehemaliges Wohnstallhaus (Stall links) mit Granitgewänden im Eingang, Obergeschoss verputzt, vermutlich Fachwerk erhalten (Fensteröffnungen beibehalten), hohes Satteldach (Eternitdeckung), giebelseitig verbrettert. | 09231967 |
| Direkt Bild zu diesem Denkmal hochladen | Ehemalige Mühle mit Wohnhaus, Mühle und Scheune                  | Tobertitzer Straße 12 (Karte)            | Um 1750               | Ehemaliges Umgebindehaus, Blockstube und Fachwerk erhalten, baugeschichtliche und ortsgeschichtliche Bedeutung. - Wohnhaus: Erdgeschoss massiv verputzt und stark entstellend verändert, ursprünglich Umgebinde mit Blockstube (drei Bögen), geohrtes Portal mit Inschrift, Obergeschoss Fachwerk (entstellende Fenstereinbauten), Krüppelwalmdach mit altdeutscher Schieferdeckung - Mühle: ursprünglich zum Rittergut gehörig, Erdgeschoss massiv, Obergeschoss Fachwerk mit Lehmwellen-Ausfachungen, ziegelgedecktes Satteldach, Toreinfahrt entstellend - Scheune: einfacher rechteckiger zweigeschossiger Bau | 09231966 |

## Rößnitz
| Bild           | Bezeichnung                                                                           | Lage                   | Datierung                                                                     | Beschreibung | ID       |
| -------------- | ------------------------------------------------------------------------------------- | ---------------------- | ----------------------------------------------------------------------------- | --- | -------- |
| Weitere Bilder | Ehemalige Schule mit Nebengebäude                                                     | Hauptstraße 3 (Karte)  | Um 1905                                                                       | Baugeschichtliche und ortsgeschichtliche Bedeutung. Zwei Geschosse, Krüppelwalmdach, weiter Dachüberstand, Seitenrisalit mit Giebel (Krüppelwalmdach) und seitlicher Eingang mit hölzernem Windschutz, dahinterliegendes Nebengebäude: Drempel, Krüppelwalmdach (Putzfassade). | 09231947 |
|                | Wohnstallhaus (Umgebinde)                                                             | Hauptstraße 17 (Karte) | Anfang 19. Jahrhundert                                                        | Im Ort singulär, baugeschichtliche Bedeutung. Zwei Geschosse, Putzfassade, Satteldach, Sockel verputzt, Erdgeschoss Umgebinde unter Verputz erhalten, durch Umbauten teilweise entstellende Öffnungen, Obergeschoss verputzt (vermutlich Fachwerk erhalten), alte Fensteröffnungen beibehalten, im hinteren Teil Ladeluke, giebelseitig verschiefert. | 09231946 |
| Weitere Bilder | Wohnmühlenhaus und Mühlengebäude mit erhaltener technischer Ausstattung               | Mühlenweg 2 (Karte)    | Bezeichnet mit 1816                                                           | Ortshistorische Bedeutung, Denkmal der Technikgeschichte. Wohnstallhaus: Granitgewände. Mühle ehemalige Korn- und Weizenmühle mit Vorkasten und Mahlgang. Inneres: Mühlrad, Transmission, Schneide- und Sägemühle. | 09231961 |
| Weitere Bilder | Herrenhaus und Treppenturm des ehemaligen Rittergutes sowie Milchhaus, daneben Tränke | Teichstraße 2 (Karte)  | 1445 (Herrenhaus); bezeichnet mit 1849 (sogenanntes Milchhaus und Wassertrog) | Spätmittelalterlicher Treppenturm, überörtliche historische Bedeutung. - Von mittelalterlicher Anlage nach 1445 errichteter Treppenturm erhalten: Sockel quadratisch, vier Geschosse, oktogonaler Turm, Welsche Haube mit Laterne, Wendeltreppe - Herrenhaus: in der Renaissance umgebaut, 1870/1875 eingestürzt, 1938 nach Wiederaufbau abgebrannt und neu aufgebaut, Putzfassade, zwei Geschosse, Walmdach (Schieferdeckung), drei Gaupen, teilweise alte Fenster - Milchhaus ist Rest des Wirtschaftsteils: verputzter Feldsteinbau auf quadratischem Grundriss, Sockelverkleidung aus Schiefer, Zeltdach mit Schieferdeckung, vor dem Bau Tränke mit Inschrift „AFA 1849“ | 09231945 |

## Schneckengrün
| Bild                                    | Bezeichnung                                                                  | Lage                            | Datierung             | Beschreibung | ID       |
| --------------------------------------- | ---------------------------------------------------------------------------- | ------------------------------- | --------------------- | --- | -------- |
| Weitere Bilder                          | Wohnhaus                                                                     | Häuselweg 1 (Karte)             | Bezeichnet mit 1901   | Klinkerfassade, baugeschichtliche Bedeutung. Zwei Geschosse, Mittelrisalit mit Zwerchhaus, Satteldach. Sockel: Granitsteine. Teilweise Granitgewände der Kellerfenster, Kunststeingesims, rote Ziegelfassade mit farbiger Gliederung, braun glasierte Klinker als Eckquaderung, Horizontalgliederung mit gelben Klinkerbändern, Traufe mit Konsolen, Fenster mit Putzgewände, im mittleren Feld giebelförmige Verdachung, Ziegeldach mit liegenden Fenstern. | 09231986 |
| Weitere Bilder                          | Villa                                                                        | Häuselweg 16 (Karte)            | Um 1900               | Baugeschichtliche Bedeutung. Eineinhalb Geschosse, Satteldach, Sockel Bruchsteinmauerwerk, Glattputzfassade, Fensterstürze mit Zierklinkerbögen betont, Schlussstein, reicher Schwebegiebel über Balkon nach Sanierung, großer Dachüberstand, original erhalten. | 09231985 |
| Weitere Bilder                          | Kriegerdenkmal für die Gefallenen des Ersten Weltkrieges                     | Plauener Straße 3 (bei) (Karte) | Nach 1918             | Ortsgeschichtliche Bedeutung, Findling mit Tafel | 09231988 |
| Direkt Bild zu diesem Denkmal hochladen | Villa                                                                        | Reiboldsruh 3 (Karte)           | 1907–1910             | Architektonisch interessant, Einflüsse von Reform- und Landhausstil, baugeschichtliche Bedeutung. Eingeschossig, Ziegelsockel, breiter Dachüberstand, mit Holzbrüstung im Eingangsbereich, originale Eingangstür, Fenster mit originaler zum Teil farbiger Verglasung, reiches Zierfachwerk, Fensterläden, Dach mit markanter Fledermausgaupe und Dachreiter, rückwärtig Veranda, Fachwerkteil wurde 1907 hier zweitverwendet aufgebaut, vorderer Teil der Villa mit Anklängen an Reformarchitektur. | 09231984 |
| Direkt Bild zu diesem Denkmal hochladen | Gasthaus Reiboldsruh                                                         | Reiboldsruh 5 (Karte)           | 1743 (nach Auskunft)  | Mit umfangreicher Originalsubstanz, ortsgeschichtliche Bedeutung. Zwei Geschosse, Krüppelwalmdach, Erdgeschoss massiv, Lehmwände, Keller mit Tonnenwölbung, Bruchsteinmauerwerk, Obergeschoss verbrettert mit Fachwerk darunter (Lehmwände) Giebel verbrettert, Krüppelwalmdach mit zum Teil neuen Schleppgaupen, zwei kleine originale Satteldachgaupen, altdeutsche Schieferdeckung. | 09231981 |
| Direkt Bild zu diesem Denkmal hochladen | Vierseithof (Forsthof) mit Wohnhaus, Stallgebäude, Scheune und Seitengebäude | Reiboldsruh 7 (Karte)           | Mitte 18. Jahrhundert | Geschlossen erhaltenes Ensemble, baugeschichtliche und ortsgeschichtliche Bedeutung. - Wohnhaus: zwei Geschosse, Erdgeschoss massiv, Bruchstein-Lehmwände mit tonnengewölbtem Keller, Obergeschoss verbrettert, darunter Fachwerk erhalten, im Erdgeschoss Granitgewände einfach, Giebel verbrettert, Krüppelwalm mit altdeutscher Schieferdeckung - Stall: eingeschossig, verbrettert, Fenstergewände Granit, Erdgeschoss massiv, Satteldach (Ziegel) - Wohnstallhaus: zwei Geschosse, Erdgeschoss massiv, Obergeschoss verbrettert (Fachwerk), Satteldach - Stall: Bruchsteinmauerwerk verputzt, ziegelgedecktes Satteldach | 09231983 |
| Direkt Bild zu diesem Denkmal hochladen | Pechpfanne                                                                   | Reiboldsruh 7 (bei) (Karte)     | Mitte 19. Jahrhundert | Granittrog zur Gewinnung von Schwarzpech, heimatgeschichtlich von Bedeutung. Quadratischer Körper mit eingehöhlter runder Vertiefung. | 09231982 |
| Weitere Bilder                          | Wohnhaus (Umgebinde)                                                         | Trinkgasse 1 (Karte)            | 19. Jahrhundert       | Mit exemplarischen ländlichen Bauformen (Umgebinde, Lehm), baugeschichtliche Bedeutung. Eingeschossig, giebelständig, im Erdgeschoss Fenster vergrößert, im Obergeschoss Fachwerk (Giebel), Drempel mit Balkenköpfen, Umgebinde verputzt, teilweise gemauert. | 09232276 |

## Schönberg
| Bild                                    | Bezeichnung                                              | Lage                         | Datierung                                           | Beschreibung | ID       |
| --------------------------------------- | -------------------------------------------------------- | ---------------------------- | --------------------------------------------------- | --- | -------- |
| Direkt Bild zu diesem Denkmal hochladen | Empfangsgebäude des Bahnhofs Mehlteuer-Schönberg         | Am Bahnhof (Karte)           | Um 1900 (mit Gravuren italienischer Zwangsarbeiter) | Eingeschossiger roter Typen-Klinkerbau von bahn-, orts-, bau- und verkehrsgeschichtlicher Bedeutung sowie historischer Erinnerungs- und Zeugniswert für die Geschichte der Zwangsarbeit. Das Empfangsgebäude des Bahnhofes Schönberg bezeugt die Herausbildung des ehemaligen Bahnknotens Schönberg, um den sich die Gewerbe des Ortes – wie Hotels und Wohngebäude für die Beamten der Reichsbahn – ansiedelten. Es ist ein charakteristischer Typenbau mit Empfangs- und Wartehalle, an dem sich seine früheren Funktionen noch ablesen lassen. Eingeschossiger roter Klinkerbau mit Drempelgeschoss, von gelben Klinkersteinen der Segmentbogenfenster gegliedert. Östlicher Seitenrisalit giebelständig zu den Gleisen. Die Bausubstanz einschließlich Eingangstür mit Oberlicht blieb weitestgehend im Originalzustand erhalten. Nach Kriegsende wurden hier Züge im Interzonen-Verkehr mit unzähligen Fremd- und Zwangsarbeitern, Kriegsgefangenen, Vertriebenen und Flüchtlingen abgefertigt, deren Ziel die amerikanische Besatzungszone oder Südeuropa war, wie im Fall der italienischen Zwangsarbeiter. Von ihnen stammen die über 30 Gravuren italienischer Namen und Herkunftsorte an der Außenmauer des Empfangsgebäudes. Die ehemaligen Zwangsarbeiter mussten tagelang auf ihre Repatriierung warten, da sich aufgrund des immensen Rückstaus der Züge die Abfertigung verzögerte. Ihre Namensgravuren (von September und Oktober 1945) und Inschriften an der Klinkerfassade erinnern eindrücklich an das individuelle Schicksal italienischer Militärinternierter, die während des Zweiten Weltkrieges zur Zwangsarbeit verpflichtet wurden. Neben bahn- und ortsgeschichtlicher Bedeutung des Empfangsgebäudes daher auch historischer Erinnerungs- und Zeugniswert für die Geschichte der Zwangsarbeit. | 09302195 |
| Weitere Bilder                          | Wohnhaus                                                 | Am Bahnhof 7 (Karte)         | Um 1905                                             | Baugeschichtliche Bedeutung. Eingeschossig, giebelständig, sechs Achsen, Satteldach mit weitem Dachüberstand, Klinkersockel, Kellerfenstergewände Kunststein, rote Klinker, Kunststein-Fenstergewände leicht profiliert, Sohlbänke auf Konsolen, Zierbögen mit plastisch gestalteten Schlusssteinen, Fensterpaar im Giebel eselsrückenartig gebildet, vier kleine Satteldachgaupen, im Giebel ehemaliger Schwebegiebel, nur im Giebel noch originale Fenster erhalten. | 09232011 |
| Weitere Bilder                          | Eisenbahnerwohnhaus                                      | Bahnhofstraße 1 (Karte)      | Um 1900                                             | Typenbau eine Bahnbeamtenhauses, baugeschichtliche und verkehrsgeschichtliche Bedeutung. Drei Geschosse, sechs Achsen, Drempel, leichte Dachneigung, weiter Dachüberstand, aufgeputzte Fenstergewände, im Erdgeschoss Segmentbogenabschluss, gerader Fenstersturz, alle Fenster erhalten. | 09232012 |
| Weitere Bilder                          | Wohnhaus                                                 | Mühltroffer Straße 1 (Karte) | Um 1900                                             | Womöglich erbaut mit Bahnzusammenhang, unter anderem baugeschichtliche Bedeutung. Eingeschossig, vier Achsen, Zwerchhaus, Satteldach mit weitem Dachüberstand, Sockel rote Klinker, Kunststeingesims, Fassade mit farblich abgesetzten Klinkerbändern in mehreren Ebenen gegliedert, aufgeputzte Fenstergewände leicht profiliert, Zierbögen über den Fenstern mit Schlusssteinen und Köpfen, Zwerchhaus mit geraden Fensterverdachungen und Stuckrelief, Schwebegiebel. | 09232010 |
| Weitere Bilder                          | Kriegerdenkmal für die Gefallenen des Ersten Weltkrieges | Waldfriedener Straße (Karte) | Nach 1918                                           | Ortsgeschichtliche Bedeutung. Hohes Postament, darauf einfacher Kunststein mit Inschrift „Ihren toten Helden die dankbare Gemeinde“, durch Hanglage bedingt ist eine geschwungene Stützmauer in die Gestaltung einbezogen. | 09232008 |
| Direkt Bild zu diesem Denkmal hochladen | Baracke des ehemaligen Zwangsarbeiterlagers              | Waldstraße 10 (Karte)        | 1943                                                | Massiver Ziegelbau, teils verbrettert, letzte erhaltene Baracke italienischer Zwangsarbeiter auf dem Gelände des ehemaligen „Lagers Schönberg“, von wissenschaftlich-dokumentarischem Wert, sozial- und ortsgeschichtliche sowie historische Bedeutung. Ehemalige Baracke des Lagers Schönberg im Südwesten des Lagerareals. Langgestreckte, eingeschossige Baracke, massiv errichteter Ziegelbau, teils verbrettert, flaches Satteldach, Rechteckfenster, ursprünglich drei Eingänge. Die Lagerbaracke diente als Massenquartier für Zwangsarbeiter, die bei schlechtester Kost und Unterbringung bis zu zwölf Stunden am Tag in der benachbarten Rüstungsfabrik arbeiten mussten. Der seit 1943 bestehende Rüstungsbetrieb (vormals Textilbetrieb Fritz Bergmann, Glattweberei) produzierte Zulieferteile für die Flugzeugindustrie. Bewachtes Zwangsarbeiterlager auf dem Gelände des Rüstungsbetriebes. Viele der italienischen Zwangsarbeiter waren nach ihrer Befreiung nicht mehr transportfähig und verstarben nach Kriegsende im November und Dezember 1945. Ihnen wurde auf dem Friedhof in Pausa-Mühltroff ein Denkmal gesetzt. Ein weiteres Zeugnis der Zwangsarbeit ist das Empfangsgebäude des Schönberger Bahnhofs mit zahlreichen Inschriften italienischer Zwangsarbeiter. Nach dem Krieg von 1950 bis 1974 Umnutzung als Kindergarten der Maschinen-Ausleih-Stationen (MAS). Die letzte erhaltene ehemalige Baracke italienischer Zwangsarbeiter auf dem Gelände des ehemaligen Lagers Schönberg aus der Zeit des Nationalsozialismus bezeugt Einfluss und Verstrickung von Wirtschaft und Gesellschaftssystem. Wissenschaftlich-dokumentarischer Wert sowie sozialgeschichtliche, ortsgeschichtliche und historische Bedeutung.                                                                          | 09307356 |

## Syrau
| Bild                                    | Bezeichnung | Lage                                  | Datierung                                                            | Beschreibung | ID       |
| --------------------------------------- | --- | ------------------------------------- | -------------------------------------------------------------------- | --- | -------- |
|                                         | Sachgesamtheit Königlich-Sächsische Triangulierung („Europäische Gradmessung im Königreich Sachsen“); Station 154, Syrau | (Flurstück 937/1) (Karte)             | 1876                                                                 | Triangulationssäule; Station 2. Ordnung, vermessungsgeschichtlich und technikgeschichtlich von Bedeutung. Der Steinpöhl ist eine flache bewaldete Kuppe am äußersten westlichen Rand der Gemarkung Syrau gegen die Gemeinde Mehltheuer. Dort wurde die Station 154 Syrau im Waldstück das Roh, östlich der Fasendorf-Syrauer Flurgrenze errichtet. Der originale Pfeiler ist wie die anderen gemauerten Stationen nicht erhalten. Das Mauerwerk war auf Dauer nicht witterungsbeständig. Er wurde deshalb auf dem alten Unterbau durch einen Pfeiler aus dem örtlich anstehenden Sandstein mit einer Höhe von 1,65 m mit unbekanntem Datum ersetzt. Dieser hat einen gestuften rechteckigen Querschnitt mit einer Kantenlänge am Kopf von 50 cm × 43 cm. Das obere Ende ist auf einen quadratischen Querschnitt mit 43 cm Kantenlänge verjüngt, vermutlich zur Verwendung der alten Abdeckplatte, die jedoch nicht mehr vorhanden ist. Die Inschrift ist stark verwittert: "S atio/S AU/der/Kö S hs:/Tri u ung". Die Abdeckplatte fehlt. | 09305049 |
| Weitere Bilder                          | Kriegerdenkmal für die Gefallenen des Ersten Weltkrieges                                                                 | Bahnhofstraße 15 (gegenüber) (Karte)  | Nach 1918                                                            | Gestaltete Anlage mit gemauerter Umfriedung und skulpiertem Aufsatz, ortsgeschichtlich von Bedeutung. Ummauerung mit Pilastergliederung, über Natursteinpostament eingerückter Quaderstein mit Inschrift: „Ihren für das Vaterland gefallenen Söhnen“, darüber von zwei Adlern gerahmt mittlerer Stein mit Kranz, Jahreszahl und gebälkartiger Abschlussplatte. | 09231996 |
| Weitere Bilder                          | Wohnhaus | Bahnhofstraße 19 (Karte)              | Um 1900                                                              | Putz-Klinker-Fassade mit Zierfachwerk, baugeschichtliche Bedeutung. Eingeschossig mit Mittelrisalit und Zwerchhaus, Krüppelwalmdach. Sockel: Quadermauerwerk (unverputzt). Rote Klinkerfassade mit gliedernden Putzfeldern, Kunststeinsohlbänke, im Zwerchhaus Zierfachwerk, weiter Dachüberstand, zwei Schleppgaupen, Ziegeldeckung. Nach Sanierung: Fenster ohne Sprossung. | 09231994 |
| Weitere Bilder                          | Wohnhaus | Ernst-Thälmann-Straße 4 (Karte)       | 1920er Jahre                                                         | Baugeschichtliche Bedeutung. Eingeschossig, markantes Zwerchhaus, aufgeputzte Fassadengliederung. | 09231882 |
| Weitere Bilder                          | Turmholländer (Syrauer Holländermühle)                                                                                   | Fröbersgrüner Straße (Karte)          | Bezeichnet mit 1887                                                  | Vollständig erhaltene und einzige Windmühle des Vogtlandes, sowie eine der höchstgelegenen Windmühlen in Sachsen von landschaftsgestaltender Bedeutung und darüber hinaus von baugeschichtlicher und technikgeschichtlicher Bedeutung, als Schauanlage auch von volksbildender Bedeutung. Dreigeschossig, konische Bauform, kegeldachförmige Haube mit Dachaufsatz für Flügelwelle und Bremszug, Schiefer gedeckt, Ziegelstein gemauert und verputzt, Wetterfahne (bezeichnet mit 1887), Fenster quadratisch (erneuert), Jalousieflügel (erneuert), technische, aus Holz bestehende Ausstattung beinahe vollständig erhalten und teilweise funktionstüchtig, Mühle liegt im archäologischen Relevanzbereich „Kappellenberg“ (Finkenburg), Mühle seit 1983 Schauanlage. 1851 Errichtung eines Vorgängerbaus (Bockwindmühle) durch Johann Gottlieb Eisenschmidt, 1864 Brand dieser und Errichtung einer hölzernen Holländermühle, diese 1887 abgebrannt, Errichtung der jetzigen Mühle durch Gustav Seyfarth, stillgelegt 1929, anfangs Türenzeug eingebaut, 1920/29 Anbringung von Jalousieflügeln, 1924/29 Anbringung von zwei Segeltuch-Flügeln, um 1990–1994 Segelgatterflügel. Innenkrühwerk mit eisernem Schneckengetriebe, sieben Meter lange Flügelwelle und drei Meter hohes Kammrad (von 1853 von der Mühle Dehles übernommen), neun Meter hohe Königswelle aus dem Pöllwitzer Forst, zwei Mahlgänge, Steinkran, Sechskantrichter, Elevator. Seit 1982 Schauanlage, 1969/70 restauriert, 1979 und 1992 Außenfassade restauriert, 2008–2010 vollständige Restaurierung, einschließlich Instandsetzungsarbeiten des Getriebes. Die älteren, meist um 1820 erbauten sächsischen Turmholländer haben zumeist eine zylindrische Gestalt (seltener konisch) und drei bis vier Geschosse. Die jüngeren, meist nach 1850 errichteten sind mehr oder weniger stark konisch und besitzen fünf bis sechs Geschosse. | 09231993 |
| Weitere Bilder                          | Dorfkirche und Kirchhof Syrau (Sachgesamtheit)                                                                           | Frotschauer Straße (Karte)            | Im Kern um 1600; 1686–1689                                           | Sachgesamtheit Dorfkirche und Kirchhof Syrau mit folgenden Einzeldenkmalen: Kirche mit Ausstattung und Kirchhofseinfriedung (siehe Einzeldenkmal 09232003); Anlage von ortsgeschichtlicher und ortsbildprägender Bedeutung | 09300637 |
| Weitere Bilder                          | Kirche St. Anna mit Ausstattung und Kirchhofseinfriedung (Einzeldenkmale zu ID-Nr. 09300637)                             | Frotschauer Straße (Karte)            | im Kern um 1600, 1686–1689 (Kirche); 1628 (Altar); 1848 (Orgel)      | Einzeldenkmale der Sachgesamtheit Dorfkirche und Kirchhof Syrau; barocke Saalkirche, Bruchstein verputzt, Anlage von ortsgeschichtlicher und ortsbildprägender Bedeutung. Strebepfeiler, gerader geschlossener eingezogener Chor nach Norden. Westseite Turm: quadratisch mit achteckigem Aufsatz, Welscher Haube und Laterne, oktogonaler Treppenturm. Ausstattung: Flügelaltar, Figurengruppe 16. Jahrhundert, Orgel. Marmorgrabsteine. | 09232003 |
| Weitere Bilder                          | Pfarrhaus und Einfriedung                                                                                                | Frotschauer Straße 8 (Karte)          | 1786/1800                                                            | Baugeschichtliche und ortsgeschichtliche Bedeutung. - Pfarrhaus: zwei Geschosse, Satteldach mit altdeutscher Schieferdeckung, Eingangstür mit Granitgewände und Oberlicht - Einfriedung: unverputzte Bruchsteinmauer mit Schieferplattenabdeckung | 09232002 |
| Weitere Bilder                          | Wohnhaus | Frotschauer Straße 29 (Karte)         | Um 1902                                                              | Klinkerbau von baugeschichtlicher Bedeutung. Zwei Geschosse, fünf Achsen, Satteldach, Zwerchhaus, Sockel verputzt, rote Klinker mit Putzbändern, Putzspiegel und Kunststein-Fenstergewände, Fenster mit Segmentbögen und Schlusssteinen, einfache Putztraufe, Satteldach mit altdeutscher Schieferdeckung, zwei seitliche Satteldachgaupen, mittleres Zwerchhaus verbrettert, Treppenaufgang seitlich mit Verbretterung und farbigem Fensterglas, neue Fenster ohne Sprossung. | 09232006 |
| Weitere Bilder                          | Villa | Frotschauer Straße 51 (Karte)         | Um 1900                                                              | Fachwerk, vor allem baugeschichtliche Bedeutung. Bruchsteinsockel unverputzt, Erdgeschoss Zierfachwerk, Drempelgeschoss aufwändig verbrettert, auskragende Verdachung über dem Eingang, Dreiseitstanderker, Balkon, Zwerchhaus mit Krüppelwalmdach, ziegelgedecktes Krüppelwalmdach, Erdgeschoss saniert, alte Fenster erhalten. | 09232007 |
|                                         | Wohnhaus mit Durchfahrt und zwei Wirtschaftsflügel eines ländlichen Gutes                                                | Hauptstraße 5 (Karte)                 | 19. Jh. (Seitengebäude); um 1860 (Wohnhaus); um 1910 (Seitengebäude) | Baugeschichtliche und ortsgeschichtliche Bedeutung. - Herrenhaus: drei Geschosse, Putzfassade, acht Achsen, Mittelrisalit, umgebaut, Ausstattung verloren, anschließender Flügel Ziegel mit reicher Fassadengliederung - Stallhaus: zwei Geschosse, unverputztes Bruchsteinmauerwerk, teilweise Fensteröffnungen mit Granitgewände, mehrfach umgebaut, hofseitig Segmentbogenöffnung der Ställe - Scheune: Fachwerk mit Lehmausfachung, flaches Satteldach | 09232000 |
| Weitere Bilder                          | Kontorgebäude und Fabrikgebäude (ehemalige Stickerei Landrock)                                                           | Hauptstraße 10 (Karte)                | Um 1910                                                              | Fabrikgebäude Putzfassade, mit Bedeutung für die Ortsgeschichte und Baugeschichte. Eingeschossig mit Mittelrisalit, Walmdach und Zwerchhaus, säulengerahmtes Mittelportal mit Verdachung (originale Tür mit Oberlicht), ausschwingender Giebel mit markanter Putzgliederung, seitliche Fenster erneuert, Dach mit Eternitdeckung. | 09231999 |
| Direkt Bild zu diesem Denkmal hochladen | Villa im Heimatstil | Hauptstraße 37 (Karte)                | Um 1915                                                              | Holzbauweise, vor allem baugeschichtliche Bedeutung. Sockel: Bruchstein, bossiert. Putzfassade, eingeschossig mit sogenanntem Frackdach (Kronendeckung), Fledermausgaupen, Giebel verbrettert, weiter Dachüberstand, gemauerter Pfeiler aus Bruchstein mit terrassenartigem Raum. | 09231950 |
| Weitere Bilder                          | Park Syrau (Sachgesamtheit)                                                                                              | Höhlenberg 10 (Karte)                 | Um 1930                                                              | Sachgesamtheit Park Syrau, mit folgendem Einzeldenkmal: Gedenkstein für Ludwig Undeutsch (siehe Einzeldenkmal 09300638) und Parkanlage; ortsgeschichtliche und ortsbildprägende Bedeutung | 09232920 |
|                                         | Gedenkstein für Ludwig Undeutsch (Einzeldenkmal zu ID-Nr. 09232920)                                                      | Höhlenberg 10 (Karte)                 | um 1930                                                              | Ortsgeschichtliche Bedeutung. Gedenkstein zur Erinnerung an Ludwig Undeutsch, Entdecker der Syrauer Drachenhöhle. | 09300638 |
| Weitere Bilder                          | Wasserturm und Nebengebäude                                                                                              | Paul-Seifert-Straße 4 (neben) (Karte) | 1907–1908                                                            | Ortsbildprägende Anlage, Denkmal der Ortsgeschichte und Technikgeschichte. Anfang des 20. Jahrhunderts erlebte das Vogtland einen rasanten industriellen Aufschwung, in dessen Folge die Bevölkerungszahlen in den Städten stark anstiegen. Auch Syrau war von dieser Entwicklung betroffen, woraufhin die flächenhafte Wasserversorgung der Stadt grundlegend überdacht werden musste und 1907 mit dem Bau eines Wasserturmes über dem zentralen, 125 Meter tiefen Brunnen, begonnen wurde. Bauherr des oktogonalen Turmes mit angrenzendem Maschinenhaus war der Ziegelei- und Steinbruchbesitzer Oskar Walther. Der Schaft des insgesamt 23 Meter hohen Turmes ist aus Natursteinen gemauert, wird von einem Ziegelgesims oberhalb der Sockelzone akzentuiert und verjüngt sich nach oben. Rundbogige, ziegelgerahmte Fensteröffnungen und Okuli unterhalb des Behältergeschosses belichten das Turminnere. Das ebenfalls oktogonale Behältergeschoss kragt über zahlreichen Konsolen aus, ist mit vier großen Sprossenfenstern ausgestattet und wird von einem flach geneigten Dach mit großer Entlüftungshaube abgeschlossen. Ursprünglich fachwerksichtig zeigt sich der Bereich des Wasserbehälters jetzt verputzt. Der 50 m³ fassende, zylindrische Stahlwasserbehälter mit flachem Boden diente bis 1996 der Trinkwasserversorgung der Stadt, seitdem fungiert er als Brauchwasserspender. Als Zeugnis der Entwicklung der kommunalen Wasserversorgung Anfang des 20. Jahrhunderts kommt dem Turm eine orts- und versorgungsgeschichtliche Bedeutung zu. Zugleich ist das Ensemble aus Wasserturm und Nebengebäude ortsbildprägend. | 09231998 |
| Weitere Bilder                          | Schule | Schulstraße 6 (Karte)                 | Um 1900                                                              | Klinkerfassade, baugeschichtliche und ortsgeschichtliche Bedeutung. Zwei Geschosse, acht Achsen, Mittelrisalit mit Zwerchhaus, Satteldach. Sockel: Bruchsteinmauerwerk (unverputzt) mit Eckquaderung. Rote Klinkerfassade mit Putzbändern, Kunststeingewände und Putzverdachungen mit Schlussstein, Risalit mit Rundbogen, geschlossenem Eingang, reiche Putzgliederung, seitliche Anbauten später. | 09232004 |

## Unterpirk
| Bild                                    | Bezeichnung                                              | Lage                          | Datierung | Beschreibung | ID       |
| --------------------------------------- | -------------------------------------------------------- | ----------------------------- | --------- | --- | -------- |
| Direkt Bild zu diesem Denkmal hochladen | Kriegerdenkmal für die Gefallenen des Ersten Weltkrieges | Hauptstraße 7 (neben) (Karte) | Nach 1918 | Ortsgeschichtliche Bedeutung. Auf Postament mehrere Reihen zurückgestufte Quader mit Marmortafel („Ihren im Weltkrieg 1914–18 gefallenen Helden zum ehrenden Gedenken geweiht Gemeinde Unterpirk“), darüber ehemals weitere heute verlorene Platte. | 09231952 |

## Tabellenlegende
- Bild: Bild des Kulturdenkmals, ggf. zusätzlich mit einem Link zu weiteren Fotos des Kulturdenkmals im Medienarchiv Wikimedia Commons. Wenn man auf das Kamerasymbol klickt, können Fotos zu Kulturdenkmalen aus dieser Liste hochgeladen werden:
- Bezeichnung: Denkmalgeschützte Objekte und ggf. Bauwerksname des Kulturdenkmals
- Lage: Straßenname und Hausnummer oder Flurstücknummer des Kulturdenkmals. Die Grundsortierung der Liste erfolgt nach dieser Adresse. Der Link (Karte) führt zu verschiedenen Kartendiensten mit der Position des Kulturdenkmals. Fehlt dieser Link, wurden die Koordinaten noch nicht eingetragen. Sind diese bekannt, können sie über ein Tool mit einer Kartenansicht einfach nachgetragen werden. In dieser Kartenansicht sind Kulturdenkmale ohne Koordinaten mit einem roten bzw. orangen Marker dargestellt und können durch Verschieben auf die richtige Position in der Karte mit Koordinaten versehen werden. Kulturdenkmale ohne Bild sind an einem blauen bzw. roten Marker erkennbar.
- Datierung: Baubeginn, Fertigstellung, Datum der Erstnennung oder grobe zeitliche Einordnung entsprechend des Eintrags in der sächsischen Denkmaldatenbank
- Beschreibung: Kurzcharakteristik des Kulturdenkmals entsprechend des Eintrags in der sächsischen Denkmaldatenbank, ggf. ergänzt durch die dort nur selten veröffentlichten Erfassungstexte oder zusätzliche Informationen
- ID: Vom Landesamt für Denkmalpflege Sachsen vergebene, das Kulturdenkmal eindeutig identifizierende Objekt-Nummer. Der Link führt zum PDF-Denkmaldokument des Landesamtes für Denkmalpflege Sachsen. Bei ehemaligen Kulturdenkmalen können die Objektnummern unbekannt sein und deshalb fehlen bzw. die Links von aus der Datenbank entfernten Objektnummern ins Leere führen. Ein ggf. vorhandenes Icon  führt zu den Angaben des Kulturdenkmals bei Wikidata.